# Diversifikationsgesetz
In der Linguistik hat das Diversifikationsgesetz die formale bzw. funktional-semantische Differenzierung einer Einheit zum Gegenstand. Es besagt, dass die Häufigkeiten, mit denen verschiedene Formen einer sprachlichen Kategorie (z. B. die unterschiedlichen Flexionsformen eines Verbs oder die Wortarten) oder die unterschiedlichen Bedeutungen eines Wortes in Texten vorkommen, gemäß einem Sprachgesetz vertreten sind, das Gabriel Altmann (1985; 1991) abgeleitet und begründet hat.

## Diversifikation der Pluralendungen deutscher Substantive
Als Beispiel diene der Plural bei deutschen Substantiven. In diesem Fall ist eine Flexionskategorie diversifiziert. Brüers & Heeren haben für eine Reihe von Briefen Heinrich von Kleists untersucht, wie oft darin die verschiedenen Plural-Allomorphe von Substantiven vorkommen. Das Deutsche hat folgende Plural-Allomorphe: -e (der Tisch – die Tisch-e), -n (die Tante – die Tante-n), -en (die Bank – die Bank-en), -er (das Kind – die Kind-er), -s (das Auto – die Auto-s), Umlaut (=U) (der Vater – die Väter), U+e (der Stand – die Ständ-e), U + -er (der Wald – die Wäld-er), -Ø (der Hebel – die Hebel-Ø). (-Ø ist das Nullallomorph). Es ergab sich, dass in 21 Briefen die Plural-Allomorphe in verschiedener Anzahl und auch nicht immer alle vorkommen; ordnet man die vorkommenden Formen aber für jeden Text gesondert nach ihrer Häufigkeit, dann kann man zeigen, dass ihr Vorkommen sich in allen Fällen entsprechend der geometrischen Verteilung verhält. Auf die Plural-Allomorphe in 21 Kurzgeschichten von Wolfdietrich Schnurre wurde stattdessen die 1-verschobene negative hypergeometrische Verteilung mit sehr guten Ergebnissen angewendet. Bei einem Pressetext bewährte sich die Hyperpoisson-Verteilung.
Als Beispiel folgt die Anpassung der negativen hypergeometrischen Verteilung an Schnurres Kurzgeschichte Abstecher ins Leben; dabei werden die vorkommenden Plural-Allomorphe nach ihrer Häufigkeit in diesem Text in die Ränge 1–8 eingeteilt, wobei Rang 1 dem häufigsten Allomorph zugewiesen wird, Rang 2 dem zweithäufigsten, und so weiter:
| Rang | Plural-Allomorph | n(x) | NP(x) |
| ---- | ---------------- | ---- | ----- |
| 1    | -{n}             | 59   | 58,89 |
| 2    | -{Ø}             | 33   | 31,30 |
| 3    | -{e}             | 20   | 23,13 |
| 4    | -{en}            | 18   | 18,54 |
| 5    | U + -{er}        | 18   | 15,28 |
| 6    | U + -{e}         | 12   | 12,60 |
| 7    | U                | 10   | 10,08 |
| 8    | -{er}            | 7    | 7,18  |

(Dabei ist n(x) die in diesem Text beobachtete Häufigkeit des betreffenden Plural-Allomorphs; NP(x) die Häufigkeit des betreffenden Plural-Allomorphs, die berechnet wird, wenn man die hypergeometrische Verteilung an die beobachteten Daten anpasst. Ergebnis: die negative hypergeometrische Verteilung ist für diesen Text ein gutes Modell mit dem Testkriterium P = 0,90, wobei P als gut erachtet wird, wenn es größer/ gleich 0,05 ist. Für ausführlichere Erläuterungen sei auf die angegebene Literatur verwiesen.)

## Weitere Diversifikationen
Auch der Wortschatz einer Sprache unterliegt der Diversifikation: Er setzt sich aus Erbwörtern sowie Wörtern verschiedener Herkunftssprachen (Fremd- oder Lehnwörtern) zusammen, deren Relationen untereinander (das sogenannte Wort- oder Fremdwortspektrum) dem Diversifikationsgesetz folgen. Ein weiteres Feld, in dem Diversifikation sich vielfach bemerkbar macht, sind Familiennamen. So haben sich für viele Namen verschiedene Schreibweisen (beispielsweise: Schmidt, Schmitz, Schmitt, Schmid, Schmied) herausgebildet. Ordnet man die Varianten nach ihren Häufigkeiten, lässt sich nachweisen, dass wie im Falle der Plural-Allomorphe den Rangordnungen bestimmte Gesetzmäßigkeiten zugrunde liegen. Das Gleiche gilt für die verschiedenen Formen der Fugen in Komposita. Auch für die Häufigkeit, mit der unterschiedliche Typen von Kurzwörtern verwendet werden, kann das Diversifikationsgesetz als Modell eingesetzt werden. Auf phonetisch-phonologischer Ebene lässt sich die Diversifikation der Allophone des Phonems /r/ im Deutschen demonstrieren. Ein weiteres Anwendungsfeld ist der Versbau: Die Verwendung von Hexameter-Typen in deutscher, griechischer und lateinischer Versdichtung unterliegt dem gleichen Gesetz. Ein Beispiel aus Schriftsystemen: Das V-Zeichen der Donauschrift mit seinen Varianten unterliegt ebenfalls dem Diversifikationsgesetz.
Während die bisher angeführten Beispiele die Ausdrucksseite der Sprache betreffen, können entsprechende Untersuchungen auch für die Bedeutungsseite angestellt werden. Die ersten Forschungen dazu galten ungarischen Präfixen. Weitere Arbeiten widmeten sich vor allem Präpositionen. Man kann zum Beispiel untersuchen, durch welche anderen Ausdrücke mit etwa gleicher Bedeutung eine Präposition in ihrem Kontext ersetzt werden kann. Dabei zeigt sich, dass je nach Kontext für ein und dieselbe Präposition unterschiedliche Ersetzungen möglich sind, wie Untersuchungen zu den deutschen Präpositionen ‚auf‘ und ‚von‘ ergaben. Diese Ersetzungsausdrücke kann man als Beleg unterschiedlicher Bedeutungen der untersuchten Präposition betrachten. Bringt man sie gemäß ihrer Häufigkeit in eine Rangfolge, so lässt sich zeigen, dass auch hier eine gesetzmäßige Diversifikation vorliegt. Zum gleichen Ergebnis kommen eine Untersuchung zur englischen Präposition ‚in‘ sowie eine weitere zur polnischen Präposition ‚w‘.
Das gleiche Verfahren wurde auch am Beispiel der französischen Konjunktion ‚et‘ erfolgreich durchgeführt.
Einen neuen Überblick über die Vielfalt der Phänomene, die dem Diversifikationsgesetz folgen, hat Altmann (2018) unter Verwendung eines neu entwickelten einheitlichen Modells gegeben. Hierzu haben Kolenčíková & Altmann eine Untersuchung zu slowakischen Präpositionen vorgelegt.

## Bedeutung des Diversifikationsgesetzes
Das Diversifikationsgesetz ist eines unter vielen Sprachgesetzen, die die Quantitative Linguistik vorschlägt. Es gibt eine Fülle von Überprüfungen, besonders zur Verteilung von Wortarten in Texten verschiedener Sprachen, die die Theorie stützen.